# Charles Eley
Charles Ryves Maxwell Eley (16 de septiembre de 1902-15 de enero de 1983) fue un deportista británico que compitió en remo. Participó en los Juegos Olímpicos de París 1924, obteniendo una medalla de oro en la prueba de cuatro sin timonel.

## Palmarés internacional
| Juegos Olímpicos | Juegos Olímpicos | Juegos Olímpicos | Juegos Olímpicos   |
| Año              | Lugar            | Medalla          | Prueba             |
| ---------------- | ---------------- | ---------------- | ------------------ |
| 1924             | París (Francia)  | Medalla de oro   | Cuatro sin timonel |